# Иван Мазепа
Иван Степанович Мазепа (укр. Іван Степанович Мазепа, пољ. Jan Mazepa Kołodyński; 30. март [по јулијанском 20. март] 1639. — 2. октобар [по јулијанском 21. септембар] 1709., 1639 – 2. октобар 1709) је био козачки атаман током 1687–1708. Титулом принца Светог римског царства одликован је 1707. године због својих напора за Свету лигу. Историјски догађаји из Мазепиног живота инспирисали су многа књижевна, уметничка и музичка дела. Он је био познат као покровитељ уметности.
Мазепа је играо важну улогу у Полтавској бици (1709), где је након сазнања да цар Петар I намерава да га разреши дужности вршиоца дужности хетмана (војсковође) Запорошких козака (козачка држава) и да га замени Александром Меншиковим, дезертирао своју војску и стао на страну шведског краља Карла XII. Политичке последице и тумачење ове дезертерије резоновале су у националним историјама Русије и Украјине.
Руска православна црква положила је анатему на Мазепино име 1708. године. Антируски елементи у Украјини од 18. века надаље погрдно су се називали Мазепинци (Мазеписти). Отуђење Мазепе од украјинске историографије наставило се и током совјетског периода, али након 1991. године у независној Украјини покренуте су снажне иницијативе за рехабилитацију Мазепиног лика, иако је он и даље контроверзна личност.

## Биографија
Васпитан је на пољском двору. Од 1663. године је у служби украјинских атамана Петра Дорошенка и Ивана Самојловича. Украјински атаман постао је 1687. године. Две деценије веран Москви, гуши сељачке устанке против руске централне власти коју су помагали Пољаци и Татари, а учествује и у Азовским походима. Тиме је стекао посебну наклоност Петра Великог. Касније, тежећи да од Украјине створи независну земљу, балансира између Русије, Шведске и Пољске. У Северном рату се 1707. године повезао са Карлом XII истовремено остајући веран и Петру Великом. Следеће године је одлучио да пређе на страну Швеђана, али су га Руси предухитрили и уништили му упоришта. Међу сопственим трупама је проглашен издајником тако да је са свега 2000 људи прибегао Швеђанима. Учествовао је у бици код Полтаве након које је, заједно са Карлом, побегао у Турску где је и умро 2. септембра 1709. године.

## Историјско наслеђе
Мазепину одлуку да напусти своју верност Руском царству руски цар је сматрао издајом и кршењем Перејаславског уговора. Међутим, други тврде да је царска Русија заправо прекршила споразум тако што није ни покушала да заштити козачку отаџбину током борби у иностранству, док су се украјински сељаци жалили на понашање локалних царских трупа. Многи козаци су погинули док су градили Санкт Петербург, а цар је планирао да распореди козачке трупе далеко од њихове домовине.
Слика срамног издајника се одржала кроз руску и совјетску историју. Руска православна црква га је анатемисала и изопштила из политичких разлога. До 1869. године, његово име је чак додато на списак издајника јавно проклињаних у руским црквама за време победа православља, заједно са Пугачовим, Разином и Лажним Дмитријем. Касније је позитивно мишљење о Мазепи било табу у Совјетском Савезу и сматрано као знак „украјинског буржоаског национализма”. Током година Перестројке, међутим, многа историјска дела су угледала светлост дана, која су на Мазепу гледали другачије. Након стицања независности Украјине 1991. године, Мазепа је проглашен националним херојем у украјинској званичној историографији и водећим медијима, пошто је био први хетман после Перејаславског споразума који је заузео став против цара, који није испоштовао уговор. Међутим, проруске фракције су оспориле овај став. Русија је више пута осуђивала Украјину због одавања почасти лику Ивана Мазепе. Према истраживању Research & Branding Group из априла 2009. године, 30 одсто становништва Украјине види Мазепу као „човека који се борио за независност Украјине“, док га 28 процената види „као превратника који се придружио непријатељским редовима“.
Током догађаја у Мазепинцима поводом обележавања 370. рођендана (20. марта 2009) хетмана Мазепе, председник Виктор Јушченко је позвао да се мит о наводној Мазепиној издаји развеје. Према Јушченку, хетман је желео да створи независну Украјину, и архитектура је цветала у Украјини током година Мазепине владавине: „Украјина је оживљавала као земља европских културних традиција“. Истог дана, око 100 људи одржало је протест у Симферопољу против обележавања 370. рођендана Мазепе. У мају 2009, Руско министарство спољних послова је у одговору на припреме Украјине за обележавање 300. годишњице битке код Полтаве и планове за подизање споменика Мазепи навело да су то покушаји „вештачке, натегнуте конфронтације са Русијом“.
У августу 2009. године, споменик хетману, рад вајара Ђенадија Јершова, откривен је у парку Дајтајнес у Чернигову. Отварање је пропраћено сукобима полиције и противника Мазепе.
После истраживања његовог родослова 2009. године, украјински председник Виктор Јушченко није искључио да је његова породица повезана са породицом Мазепе.
У августу 2009. године, Јушченко је декретом одлучио да се настави обустављена изградња споменика Ивану Мазепи у Полтави. Споменик Мазепи је требало да буде подигнут на Славском тргу у Кијеву 2010. године да би се испунио указ Јушченка. У мају 2010. градски службеници Кијева изјавили су да је град спреман да постави споменик чим Влада Украјине финансира овај пројекат. Према њиховим речима, ситуација је била слична другим нереализованим споменицима попут „Споменика уједињења“ и споменика Филипу Орлику који су 2010. године, мада замишљени 2002. и 2003. године, још увек нису били изграђени. Градско веће Полтаве је 25. фебруара 2016. гласало за споменик. Председник Петро Порошенко је 6. маја 2016. открио споменик Мазепи у Полтави.
Улица Ивана Мазепе у Кијеву, која пролази поред Печерске лавре, у јулу 2010. делимично је промењена у Лаврску улицу. Овај потез је наишао на протесте.